# Oscar Tschirky
Oscar Tschirky (La Chaux-de-Fonds, 1866 – Nova Iorque, 6 de novembro de 1950), popularmente conhecido como "Oscar do Waldorf", foi um maître e chef suíço-americano mais conhecido por trabalhar por décadas no hotel Waldorf–Astoria.
Tschirky nasceu na Suíça e imigrou para os Estados Unidos em 1883. Dez anos depois ele conseguiu uma posição no novo e luxuoso Waldorf Hotel em Nova Iorque. No decorrer dos anos eles adquiriu um conhecimento quase enciclopédico de culinária e de preferências e guarnições especiais que cada jantar necessitava. Ele escreveu The Cookbook by Oscar of The Waldorf em 1896, um livro de novecentas páginas contendo todas as receitas da época, incluindo criações suas como a Salada Waldorf, Ovos Benedict e o Molho das Mil Ilhas, que permanecem populares até hoje.
James Remington McCarthy escreveu em seu livro Peacock Alley que Tschirky ganhou grande renome entre o público como um artista que "compunha sonatas em sopas, sinfonias em saladas, minuetos em molhos, letras em entradas". Ele publicou Serving a Course Dinner by Oscar of the Waldorf–Astoria em 1902, livreto em que explicava as complexidades de ser um fornecedor para a elite norte-americana e internacional. Tschirky continuou trabalhando no Waldorf–Astoria mesmo depois do hotel original ter sido demolido em 1929 e se mudado para seu novo endereço até finalmente se aposentar em 1943.